# WrestleMania XII
WrestleMania XII foi o décimo segundo evento de luta livre profissional WrestleMania produzido pela World Wrestling Federation (WWF) e transmitido em formato pay-per-view, que aconteceu em 31 de março de 1996 no Arrowhead Pond em Anaheim, Califórnia.
No evento principal, Bret Hart perdeu o WWF World Heavyweight Championship para Shawn Michaels em uma luta Iron Man de 60 munutos. Em seu retorno a empresa após um hiato de quatro anos, The Ultimate Warrior derrotou Hunter Hearst Helmsley. Roddy Piper competiu em sua primeira luta desde 1994, depois que ele deixou a World Championship Wrestling (WCW).

## Resultados
| Nº                                          | Resultados | Estipulações                                       | Tempo   |
| ------------------------------------------- | --- | -------------------------------------------------- | ------- |
| Free For All                                | The Bodydonnas (Skip e Zip) (com Sunny) derrotou The Godwinns (Henry e Phineas) (com Hillbilly Jim)                                  | Luta de duplas pelo vago WWF Tag Team Championship | N/A     |
| 1                                           | Camp Cornette (Vader, Owen Hart e British Bulldog) (com Jim Cornette) derrotou Yokozuna, Jake Roberts e Ahmed Johnson (com Mr. Fuji) | Luta de trios                                      | 13:08   |
| 2                                           | Roddy Piper derrotou Goldust (com Marlena)                                                                                           | Luta Hollywood Backlot Brawl                       | 16:47   |
| 3                                           | Steve Austin (com Ted DiBiase) derrotou Savio Vega                                                                                   | Luta individual                                    | 10:05   |
| 4                                           | The Ultimate Warrior derrotou Hunter Hearst Helmsley (com Sable)                                                                     | Luta individual                                    | 1:39    |
| 5                                           | The Undertaker (com Paul Bearer) derrotou Diesel                                                                                     | Luta individual                                    | 16:46   |
| 6                                           | Shawn Michaels (com Jose Lothario) derrotou Bret Hart por 1–0 na morte súbita                                                        | Luta Iron Man de 60 minutos pelo WWF Championship  | 1:01:52 |
| (c) – Refere-se aos campeões antes da luta. | |                                                    |         |

## Outros Participantes
| Comentaristas - Jerry "The King" Lawler - Vince McMahon Entrevistadores - Mr. Perfect - Todd Pettengill - Dok Hendrix | Anunciadores de Ringue - Howard Finkel Árbitros - Mike Chioda - Jack Doan - Earl Hebner - Tim White |

## Repercusão
A luta Iron Man foi escolhida como a melhor luta de sempre da WrestleMania em 2004, em um especial apresentado por Ric Flair.